# Медаль Копли
Медаль Копли (англ. Copley Medal) — старейшая и наиболее престижная награда Лондонского королевского общества, старейшая из присуждаемых в мире в настоящее время научных наград. Присуждается ежегодно за выдающиеся достижения в научных исследованиях, тематика которых чередуется в нечётные и чётные годы соответственно между областями физических и биологических наук, при этом награждаются не только физики и биологи, но и химики, геологи, математики, медики и другие. Лауреату вручаются медаль и денежная премия в 25 000 фунтов стерлингов. Среди удостоившихся медали Копли — Чарльз Дарвин, Дмитрий Менделеев, Альберт Эйнштейн, Иван Павлов.

## История
Медаль учредил сэр Годфри Копли (1653—1709), богатый землевладелец, любитель науки и член Королевского общества. В своём завещании он распорядился учредить фонд, проценты с которого должны ежегодно направляться, по усмотрению Королевского общества, на поощрение научной деятельности. Кроме медали, лауреат получал денежную премию в размере 100 фунтов.
Первую премию получил в 1731 году Стивен Грей, за открытие передачи электричества на расстояние. Вторая премия (1732) досталась ему же. С тех пор премия, за редким исключением, присуждалась каждый год; среди её лауреатов 61 обладатель Нобелевской премии (18 — по физике, 18 — по химии (1 — дважды), 25 — по медицине).

## Список лауреатов
Значком  помечены лауреаты премии Копли, одновременно являющиеся Нобелевскими лауреатами.

### XVIII век
| Список награждённых медалью Копли | Список награждённых медалью Копли | Список награждённых медалью Копли | Список награждённых медалью Копли |
| Год                               | Лауреат                           | Обоснование награды |                                   |
| --------------------------------- | --------------------------------- | --- | --------------------------------- |
| 1731                              | Стивен Грей                       | За его новые электрические эксперименты: — в качестве поощрения его за готовность, которую он всегда проявлял, помогая Обществу своими открытиями и улучшениями в этой части естественных знаний. |                                   |
| 1732                              | Стивен Грей                       | За эксперименты, которые он проводил в 1732 году.Оригинальный текст (англ.)For the Experiments he made for the year 1732 |                                   |
| 1733                              | Медаль не присуждалась            | Медаль не присуждалась |                                   |
| 1734                              | Джон Теофил Дезагюлье             | Оригинальный текст (англ.)In consideration of his several Experiments performed before the Society |                                   |
| 1735                              | Медаль не присуждалась            | Медаль не присуждалась |                                   |
| 1736                              | Джон Теофил Дезагюлье             | За эксперименты, проведенные в течение годаОригинальный текст (англ.)For his experiments made during the year |                                   |
| 1737                              | Джон Белчер                       | Оригинальный текст (англ.)For his Experiment to show the property of a Diet of Madder Root in dyeing the Bones of living animals of a red colour |                                   |
| 1738                              | Джеймс Валуэ                      | Оригинальный текст (англ.)For his invention of an Engine for driving the Piles to make a Foundation for the Bridge to be erected at Westminster, the Model whereof had been shown to the Society |                                   |
| 1739                              | Стивен Хейлс                      | Оригинальный текст (англ.)For his Experiments towards the Discovery of Medicines for dissolving the Stone; and Preservatives for keeping Meat in long voyages at Sea |                                   |
| 1740                              | Александер Стюарт                 | Оригинальный текст (англ.)For his Lectures on Muscular Motion. As a further addition for his services to the Society in the care and pains he has taken therein |                                   |
| 1741                              | Джон Теофил Дезагюлье             | Оригинальный текст (англ.)For his Experiments towards the discovery of the properties of Electricity. As an addition to his allowance (as Curator) for the present year |                                   |
| 1742                              | Кристофер Мидлтон                 | Оригинальный текст (англ.)For the communication of his Observations in the attempt of discovering a North-West passage to the East Indies through Hudsons Bay |                                   |
| 1743                              | Авраам Тремблей                   | Оригинальный текст (англ.)For his Experiments on the Polypus |                                   |
| 1744                              | Генри Бейкер                      | Оригинальный текст (англ.)For his curious Experiments relating to the Crystallization or Configuration of the minute particles of Saline Bodies dissolved in a menstruum |                                   |
| 1745                              | Уильям Уотсон                     | Оригинальный текст (англ.)On account of the surprising discoveries in the phenomena of Electricity, exhibited in his late Experiments |                                   |
| 1746                              | Бенджамин Робинс                  | Оригинальный текст (англ.)On account of his curious Experiments for showing the resistance of the Air, and his rules for establishing his doctrine thereon for the motion of Projectiles |                                   |
| 1747                              | Гоуин Найт                        | Оригинальный текст (англ.)On account of several very curious Experiments exhibited by him, both with Natural and Artificial Magnets |                                   |
| 1748                              | Джеймс Брэдли                     | Оригинальный текст (англ.)On account of his very curious and wonderful discoveries in the apparent motion of the Fixed Stars, and the causes of such apparent motion |                                   |
| 1749                              | Джон Гаррисон                     | Оригинальный текст (англ.)On account of those very curious Instruments, invented and made by him, for the exact mensuration of Time |                                   |
| 1750                              | Джордж Эдвардс                    | Оригинальный текст (англ.)On account of a very curious Book lately published by him, and intiyled, A Natural History of Birds, &c. — containing the Figures elegantly drawn, and illuminated in their proper colours, of 209 different Birds, and about 20 very rare Quadrupeds, Serpents, Fishes, and Insects                       |                                   |
| 1751                              | Джон Кэнтон                       | Оригинальный текст (англ.)On account of his communicating to the Society, and exhibiting before them, his curious method of making Artificial Magnets without the use of Natural ones |                                   |
| 1752                              | Джон Прингл                       | Оригинальный текст (англ.)On account of his very curious and useful Experiments and Observations on Septic and Anti-septic Substances, communicated to the Society |                                   |
| 1753                              | Бенджамин Франклин                | Оригинальный текст (англ.)On account of his curious Experiments and Observations on Electricity |                                   |
| 1754                              | Уильям Льюис                      | Оригинальный текст (англ.)For the many Experiments made by him on Platina, which tend to the discovery of the sophistication of gold: — which he would have entirely completed, but was obliged to put a stop to his further enquiries for want of materials                                                                         |                                   |
| 1755                              | Джон Хаксем                       | Оригинальный текст (англ.)For his many useful Experiments on Antimony, of which an account had been read to the Society |                                   |
| 1756                              | Медаль не присуждалась            | Медаль не присуждалась |                                   |
| 1757                              | Чарльз Кэвендиш                   | Оригинальный текст (англ.)On account of his very curious and useful invention of making Thermometers, showing respectively the greatest degrees of heat and cold which have happened at any time during the absence of the observer                                                                                                  |                                   |
| 1758                              | Джон Доллонд                      | Оригинальный текст (англ.)On account of his curious Experiments and Discoveries concerning the different refrangibility of the Rays of Light, communicated to the Society |                                   |
| 1759                              | Смитон, Джон                      | Оригинальный текст (англ.)On account of his curious Experiments concerning Water-wheels and Wind-mill Sails, communicated to the Society. For his experimental enquiry concerning the powers of water and wind in the moving of Mills                                                                                                |                                   |
| 1760                              | Бенджамин Вильсон                 | Оригинальный текст (англ.)For his many curious Experiments in Electricity, communicated to the Society within the year |                                   |
| 1761                              | Медаль не присуждалась            | Медаль не присуждалась |                                   |
| 1762                              | Медаль не присуждалась            | Медаль не присуждалась |                                   |
| 1763                              | Медаль не присуждалась            | Медаль не присуждалась |                                   |
| 1764                              | Джон Кэнтон                       | Оригинальный текст (англ.)For his very ingenious and elegant Experiments in the Air Pump and Condensing Engine, to prove the Compressibility of Water, and some other Fluids |                                   |
| 1765                              | Медаль не присуждалась            | Медаль не присуждалась |                                   |
| 1766                              | William Brownrigg                 | Оригинальный текст (англ.)For an experimental enquiry into the Mineral Elastic Spirit, or Air, contained in Spa-Water; as well as into the Mephitic qualities of this Spirit |                                   |
| 1766                              | Edward Delaval                    | Оригинальный текст (англ.)For his Experiments and Observations on the agreement between the specific gravities of the several Metals, and their colours when united to glass, as well as those of their other preparations |                                   |
| 1766                              | Генри Кавендиш                    | Оригинальный текст (англ.)For his Paper communicated this present year, containing his Experiments relating to Fixed Air |                                   |
| 1767                              | Джон Эллис                        | Оригинальный текст (англ.)For his Papers of the year 1767, On the animal nature of the Genus of Zoophytes called Corallina, and the Actinia Sociata, or Clustered Animal Flower, lately found on the sea coasts of the new-ceded Islands                                                                                             |                                   |
| 1768                              | Питер Вулф                        | Оригинальный текст (англ.)For his Experiments on the Distillation of Acids, Volatile Alkalies, and other substances |                                   |
| 1769                              | Уильям Хьюсон                     | Оригинальный текст (англ.)For his Two Papers, entitled, An Account of the Lymphatic System in Amphibious Animals, — and An Account of the Lymphatic System in Fish |                                   |
| 1770                              | Уильям Гамильтон                  | Оригинальный текст (англ.)For his Paper, entitled, An Account of a Journey to Mount Etna |                                   |
| 1771                              | Мэтью Рэйпер                      | Оригинальный текст (англ.)For his paper entitled, An Enquiry into the value of ancient Greek and Roman Money |                                   |
| 1772                              | Джозеф Пристли                    | Оригинальный текст (англ.)On account of the many curious and useful Experiments contained in his observations |                                   |
| 1773                              | Джон Уолш                         | Оригинальный текст (англ.)For his Paper on the Torpedo |                                   |
| 1774                              | Медаль не присуждалась            | Медаль не присуждалась |                                   |
| 1775                              | Невил Маскелайн                   | Оригинальный текст (англ.)In consideration of his curious and laborious Observations on the Attraction of Mountains, made in Scotland, — on Schehallien |                                   |
| 1776                              | Джеймс Кук                        | Оригинальный текст (англ.)For his Paper, giving an account of the method he had taken to preserve the health of the crew of H.M. Ship the Resolution, during her late voyage round the world. Whose communication to the Society was of such importance to the public                                                                |                                   |
| 1777                              | Джон Мадж                         | Оригинальный текст (англ.)On account of his valuable Paper containing directions for making the best Composition for the metals of Reflecting Telescopes; together with a description of the process for grinding, polishing, and giving the best speculum the true parabolic form                                                   |                                   |
| 1778                              | Чарльз Хаттон                     | Оригинальный текст (англ.)For his paper, entitled, The force of Fired Gunpowder, and the initial velocity of Cannon Balls, determined by Experiments |                                   |
| 1779                              | Медаль не присуждалась            | Медаль не присуждалась |                                   |
| 1780                              | Сэмюэль Винс                      | Оригинальный текст (англ.)For his paper, entitled, An investigation of the Principles of Progressive and Rotatory Motion, printed in the Philosophical Transactions |                                   |
| 1781                              | Уильям Гершель                    | Оригинальный текст (англ.)For the Communication of his Discovery of a new and singular Star; a discovery which does him particular honour, as, in all probability, this star has been for many years, perhaps ages, within the bounds of astronomic vision, and yet till now, eluded the most diligent researches of other observers |                                   |
| 1782                              | Ричард Кёруэн                     | Оригинальный текст (англ.)As a reward for the merit of his labours in the science of Chemistry. For his chemical analyses of Salts |                                   |
| 1783                              | Джон Гудрайк                      | Оригинальный текст (англ.)For his discovery of the Period of the Variation of Light in the Star Algol |                                   |
| 1783                              | Thomas Hutchins                   | Оригинальный текст (англ.)For his Experiments to ascertain the point of Mercurial Congelation |                                   |
| 1784                              | Эдуард Варинг                     | Оригинальный текст (англ.)For his Mathematical Communications to the Society. For his Paper On the Summation of Series, whose general term is a determinate function of z the distance from the first term of the series |                                   |
| 1785                              | Уильям Рой                        | Оригинальный текст (англ.)For his Measurement of a Base on Hounslow Heath |                                   |
| 1786                              | Медаль не присуждалась            | Медаль не присуждалась |                                   |
| 1787                              | Джон Хантер                       | Оригинальный текст (англ.)For his three Papers, — On the Ovaria, On the identity of the dog, wolf, and jackall species, and On the anatomy of Whales, printed in the Philosophical Transactions for 1787 |                                   |
| 1788                              | Чарльз Блэгден                    | Оригинальный текст (англ.)For his two Papers on Congelation, printed in the last (78th) volume of the Philosophical transactions |                                   |
| 1789                              | Уильям Морган                     | Оригинальный текст (англ.)For his two Papers on the values of Reversions and Survivorships, printed in the two last volumes of the Philosophical Transactions |                                   |
| 1790                              | Медаль не присуждалась            | Медаль не присуждалась |                                   |
| 1791                              | Реннел, Джеймс                    | Оригинальный текст (англ.)For his Paper on the Rate of Travelling as performed by Camels, printed in the last (81st) volume of the Philosophical Transactions |                                   |
| 1791                              | Делюк, Жан Андре                  | Оригинальный текст (англ.)For his Improvements in Hygrometry |                                   |
| 1792                              | Бенджамин Румфорд                 | Оригинальный текст (англ.)For his various Papers on the Properties and Communication of Heat |                                   |
| 1793                              | Медаль не присуждалась            | Медаль не присуждалась |                                   |
| 1794                              | Алессандро Вольта                 | Оригинальный текст (англ.)For his several Communications explanatory of certain Experiments published by Professor Galvani |                                   |
| 1795                              | Джесси Рамсден                    | Оригинальный текст (англ.)For his various inventions and improvements in the construction of the Instruments for the Trigonometrical measurements carried on by the late Major General Roy, and by Lieut. Col. Williams and his associates                                                                                           |                                   |
| 1796                              | Джордж Атвуд                      | Оригинальный текст (англ.)For his Paper on the construction and analysis of geometrical propositions determining the positions assumed by homogeneal bodies which float freely, and at rest; and also determining the Stability of Ships and other floating bodies                                                                   |                                   |
| 1797                              | Медаль не присуждалась            | Медаль не присуждалась |                                   |
| 1798                              | Джордж Шакбург-Эвелин             | Оригинальный текст (англ.)For his various Communications printed in the Philosophical Transactions |                                   |
| 1798                              | Чарльз Хэтчетт                    | Оригинальный текст (англ.)For his Chemical Communications printed in the Philosophical Transactions |                                   |
| 1799                              | Джон Хеллинз                      | Оригинальный текст (англ.)For his improved Solution of a problem in Physical Astronomy, &c. printed in the Philosophical Transactions for the year 1798; and his other Mathematical Papers |                                   |
| 1800                              | Эдвард Чарльз Говард              | Оригинальный текст (англ.)For his Paper on a New Fulminating Mercury |                                   |

### XIX век
| Список награждённых медалью Копли | Список награждённых медалью Копли | Список награждённых медалью Копли | Список награждённых медалью Копли |
| Год                               | Лауреат                           | Обоснование награды |                                   |
| --------------------------------- | --------------------------------- | --- | --------------------------------- |
| 1801                              | Эстли Купер                       | За его трактат — о последствиях рассечения барабанной перепонки уха; с учетом операции по удалению определенного вида глухоты.Оригинальный текст (англ.)For his Papers — on the effects which take place from the destruction of the Membrana Tympani of the Ear; with an account of an operation for the removal of a particular species of Deafness |                                   |
| 1802                              | Уильям Хайд Волластон             | За его различные статьи, напечатанные в Philosophical Transactions.Оригинальный текст (англ.)For his various Papers printed in the Philosophical Transactions |                                   |
| 1803                              | Ричард Ченевикс                   | За его различные химические статьи, напечатанные в Philosophical Transactions. Оригинальный текст (англ.)For his various Chemical Papers printed in the Philosophical Transactions |                                   |
| 1804                              | Смитсон Теннант                   | За его различные химические открытия, переданные Лондонскому королевскому обществу и напечатанные в нескольких томах Philosophical Transactions.Оригинальный текст (англ.)For his various Chemical Discoveries communicated to the Society, and printed in several volumes of the Philosophical Transactions |                                   |
| 1805                              | Гемфри Дэви                       | За его различные сообщения, опубликованные в Philosophical Transactions.Оригинальный текст (англ.)For his various Communications published in the Philosophical Transactions |                                   |
| 1806                              | Томас Эндрю Найт                  | За различные статьи о растительности, напечатанные в Philosophical Transactions.Оригинальный текст (англ.)For his various Papers on Vegetation, printed in the Philosophical Transactions |                                   |
| 1807                              | Эверард Хом                       | За различные статьи по анатомии и физиологии, напечатанные в Philosophical Transactions.Оригинальный текст (англ.)For his various Papers on Anatomy and Physiology, printed in the Philosophical Transactions |                                   |
| 1808                              | Уильям Генри                      | За его различные статьи, доведенные до сведения общества и напечатанные в Philosophical Transactions.Оригинальный текст (англ.)For his various papers communicated to the society, and printed in the Philosophical Transactions |                                   |
| 1809                              | Эдвард Траутон                    | За его метод разделения астрономических инструментов, напечатанного в последнем томе Philosophical Transactions.Оригинальный текст (англ.)For the Account of his Method of dividing Astronomical Instruments, printed in the last volume of the Philosophical Transactions |                                   |
| 1810                              | Медаль не присуждалась            | Медаль не присуждалась |                                   |
| 1811                              | Бенджамин Коллинз Броуди          | За его статьи, напечатанные в Philosophical Transactions. О влиянии мозга на работу сердца и порождении животного тепла; а также о различных способах причинения смерти некоторыми растительными ядами.Оригинальный текст (англ.)For his Papers printed in the Philosophical Transactions. On the influence of the Brain on the action of the Heart, and the generation of Animal Heat; and on the different modes in which death is brought on by certain Vegetable Poisons |                                   |
| 1812                              | Медаль не присуждалась            | Медаль не присуждалась |                                   |
| 1813                              | Уильям Томас Брэнди               | За его сообщения об алкоголе, содержащемся в ферментированных спиртных напитках и других статьях, напечатанные в Philosophical Transactions.Оригинальный текст (англ.)For his Communications concerning the Alcohol contained in Fermented Liquors and other Papers, printed in the Philosophical Transactions |                                   |
| 1814                              | Джеймс Айвори                     | За различные математические работы, напечатанные в Philosophical Transactions.Оригинальный текст (англ.)For his various Mathematical Contributions printed in the Philosophical Transactions |                                   |
| 1815                              | Дэвид Брюстер                     | За статью о поляризации света при отражении от прозрачных тел.Оригинальный текст (англ.)For his Paper on the Polarization of Light by Reflection from Transparent Bodies |                                   |
| 1816                              | Медаль не присуждалась            | Медаль не присуждалась |                                   |
| 1817                              | Генри Кэтер                       | За свои опыты с маятником. Оригинальный текст (англ.)For his Experiments on the Pendulum |                                   |
| 1818                              | Роберт Сеппингс                   | За его статьи о постройке военных кораблей, напечатанные в Philosophical Transactions.Оригинальный текст (англ.)For his Papers on the construction of Ships of War, printed in the Philosophical Transactions |                                   |
| 1819                              | Медаль не присуждалась            | Медаль не присуждалась |                                   |
| 1820                              | Ханс Кристиан Эрстед              | За его открытия в области электромагнетизма.Оригинальный текст (англ.)For his Electro-magnetic Discoveries |                                   |
| 1821                              | Эдвард Сэбин                      | Оригинальный текст (англ.)For his various Communications to the Royal Society relating to his researches made in the late Expedition to the Arctic Regions |                                   |
| 1821                              | Джон Гершель                      | Оригинальный текст (англ.)For his Papers printed in the Philosophical Transactions |                                   |
| 1822                              | Уильям Баклэнд                    | Оригинальный текст (англ.)For his Paper on the Fossil Teeth and Bones discovered in a Cave at Kirkdale |                                   |
| 1823                              | Джон Понд                         | Оригинальный текст (англ.)For his various Communications to the Royal Society |                                   |
| 1824                              | Джон Бринкли                      | Оригинальный текст (англ.)For his various Communications to the Royal Society |                                   |
| 1825                              | Франсуа Араго                     | Оригинальный текст (англ.)For the Discovery of the Magnetic Properties of substances not containing Iron. For the Discovery of the power of various bodies, principally metallic, to receive magnetic impressions, in the same, though in a more evanescent manner than malleable Iron, and in an infinitely less intense degree |                                   |
| 1825                              | Питер Барлоу                      | Оригинальный текст (англ.)For his various Communications on the subject of Magnetism |                                   |
| 1826                              | Джеймс Саут                       | Оригинальный текст (англ.)For his observations of Double Stars, and his Paper on the Discordances between the Suns observed and computed Right Ascensions, published in the Transactions of the Society. For his Paper of Observations of the Apparent Distances and Positions of Four Hundred and Fifty-eight Double and Triple Stars, published in the present volume (1826, Part 1.) of the Transactions                                                                  |                                   |
| 1827                              | Уильям Праут                      | Оригинальный текст (англ.)For his Paper entitled, On the ultimate Composition of simple alimentary substances, with some preliminary remarks on the analysis of organized bodies in general. |                                   |
| 1827                              | Henry Foster                      | Оригинальный текст (англ.)For his magnetic and other observations made during the Arctic expedition to Port Bowen |                                   |
| 1828                              | Медаль не присуждалась            | Медаль не присуждалась |                                   |
| 1829                              | Медаль не присуждалась            | Медаль не присуждалась |                                   |
| 1830                              | Медаль не присуждалась            | Медаль не присуждалась |                                   |
| 1831                              | Джордж Биддель Эйри               | Оригинальный текст (англ.)For his Papers, On the principle of the construction of the Achromatic Eye-pieces of Telescopes, — On the Spherical Aberration of the Eye-pieces of Telescopes, and for other Papers on Optical Subjects in the Transactions of the Cambridge Philosophical Society |                                   |
| 1832                              | Майкл Фарадей                     | Оригинальный текст (англ.)For his discovery of Magneto-Electricity as detailed in his Experimental Researches in Electricity, published in the Philosophical Transactions for the present year |                                   |
| 1832                              | Симеон Дени Пуассон               | Оригинальный текст (англ.)For his work entitled, Nouvelle Theorie de lAction Capillaire |                                   |
| 1833                              | Медаль не присуждалась            | Медаль не присуждалась |                                   |
| 1834                              | Джованни Антонио Амедео Плана     | Оригинальный текст (англ.)For his work entitled, Theorie du Mouvement de la Lune |                                   |
| 1835                              | Уильям Сноу Харрис                | Оригинальный текст (англ.)For his experimental investigations of the force of electricity of high intensity contained in the Philosophical Transactions of 1834 |                                   |
| 1836                              | Йёнс Якоб Берцелиус               | Оригинальный текст (англ.)For his systematic application of the doctrine of definite proportions to the analysis of mineral bodies, as contained in his Nouveau Systeme de Mineralogie, and in other of his works |                                   |
| 1836                              | Francis Kiernan                   | Оригинальный текст (англ.)For his discoveries relating to the structure of the liver, as detailed in his paper communicated to the Royal Society, and published in the Philosophical Transactions for 1833 |                                   |
| 1837                              | Антуан Сезар Беккерель            | Оригинальный текст (англ.)For his various memoirs on the subject of electricity, published in the Memoires deacademie Royale des Sciences de lInstitut de France, and particularly for those on the production of crystals of metallic sulphurets and of sulphur, by the long-continued action of electricity of very low tension, and published in the tenth volume of those Memoires                                                                                       |                                   |
| 1837                              | Джон Фредерик Даниель             | Оригинальный текст (англ.)For his two papers on voltaic combinations published in the Philosophical Transactions for 1836 |                                   |
| 1838                              | Карл Фридрих Гаусс                | Оригинальный текст (англ.)For his inventions and mathematical researches in magnetism |                                   |
| 1838                              | Майкл Фарадей                     | Оригинальный текст (англ.)For his researches in specific electrical induction |                                   |
| 1839                              | Роберт Броун                      | Оригинальный текст (англ.)For his discoveries during a series of years, on the subject of vegetable impregnation |                                   |
| 1840                              | Юстус Либих                       | Оригинальный текст (англ.)For his discoveries in organic chemistry, and particularly for his development of the composition and theory of organic radicals |                                   |
| 1840                              | Жак Шарль Франсуа Штурм           | Оригинальный текст (англ.)For his "Memoire sur la Resolution des Equations Numeriques», published in the Memoires des Savans Etrangers for 1835 |                                   |
| 1841                              | Георг Симон Ом                    | Оригинальный текст (англ.)For his researches into the laws of electric currents contained in various memoirs published in Schweiggers Journal, Poggendorffs Annalen and in a separate work entitled Die galvanische Kette mathematisch bearbeitet |                                   |
| 1842                              | Мак-Куллах, Джеймс                | Оригинальный текст (англ.)For his researches connected with the wave theory of light, contained in the Transactions of the Royal Irish Academy |                                   |
| 1843                              | Жан Батист Дюма                   | Оригинальный текст (англ.)For his late valuable researches in organic chemistry, particularly those contained in a series of memoirs on chemical types and the doctrine of substitution, and also for his elaborate investigations of the atomic weights of carbon, oxygen, hydrogen, nitrogen and other elements |                                   |
| 1844                              | Карло Маттеуччи                   | Оригинальный текст (англ.)For his various researches in animal electricity |                                   |
| 1845                              | Теодор Шванн                      | Оригинальный текст (англ.)For his physiological researches on the development of animal & vegetable textures, published in his work entitled Mikroskopische Untersuchungen uber die Uebereinstimmung in der Struktur u. dem Wachsthun der Thiese u. Bflanzen |                                   |
| 1846                              | Урбен Леверрье                    | Оригинальный текст (англ.)For his investigations relative to the disturbances of Uranus by which he proved the existence and predicted the place of the new Planet; the Council considering such prediction confirmed as it was by the immediate discovery of the Planet to be one of the proudest triumphs of modern analysis applied to the Newtonian Theory of Gravitation                                                                                                |                                   |
| 1847                              | Джон Гершель                      | Оригинальный текст (англ.)For his work entitled Results of Astronomical Observations made during the years 1834, 1835, 1836, 1837 and 1838, at the Cape of Good Hope; being a completion of a telescopic survey of the whole surface of the visible heavens, commenced in 1825 |                                   |
| 1848                              | Джон Куч Адамс                    | Оригинальный текст (англ.)For his investigations relative to the disturbances of Uranus, and for his application of the inverse problem of perturbations thereto |                                   |
| 1849                              | Родерик Импи Мурчисон             | Оригинальный текст (англ.)For the eminent services he has rendered to geological science during many years of active observation in several parts of Europe; and especially for the establishment of that classification of the older Palaeozoic deposits designated the Silurian System, as set forth in the two works entitled The Silurian System founded on Geological Researches in England, and The Geology of Russia in Europe and the Ural Mountains                 |                                   |
| 1850                              | Петер Андреас Ганзен              | Оригинальный текст (англ.)For his researches in physical astronomy |                                   |
| 1851                              | Ричард Оуэн                       | Оригинальный текст (англ.)On account of his important discoveries in comparative anatomy & palaeontology, contained in the Philosophical Transactions and numerous other works |                                   |
| 1852                              | Александр фон Гумбольдт           | Оригинальный текст (англ.)For his eminent services in terrestrial physics, during a series of years |                                   |
| 1853                              | Генрих Вильгельм Дове             | Оригинальный текст (англ.)For his work on the distribution of heat over the surface of the Earth |                                   |
| 1854                              | Иоганн Петер Мюллер               | Оригинальный текст (англ.)For his important contributions to different branches of physiology and comparative anatomy, and particularly for his researches on the embryology of the Echinodermata, contained in a series of memoirs published in the Transactions of the Royal Academy of Sciences of Berlin |                                   |
| 1855                              | Жан Бернар Леон Фуко              | Оригинальный текст (англ.)For his various researches in experimental physics |                                   |
| 1856                              | Анри Мильн-Эдвардс                | Оригинальный текст (англ.)For his researches in comparative anatomy and zoology |                                   |
| 1857                              | Мишель Эжен Шеврёль               | Оригинальный текст (англ.)For his researches in organic chemistry, particularly on the composition of the fats, and for his researches on the contrast of coulours |                                   |
| 1858                              | Чарлз Лайель                      | Оригинальный текст (англ.)For his various researches and writings by which he has contributed to the advance of geology |                                   |
| 1859                              | Вильгельм Эдуард Вебер            | Оригинальный текст (англ.)For the investigations contained in his Maasbestimmungen and other researches in electricity, magnetism, acoustics |                                   |
| 1860                              | Роберт Вильгельм Бунзен           | Оригинальный текст (англ.)For his researches on cacodyls, gaseous analysis, the Voltaire phenomena of Iceland; and other researches |                                   |
| 1861                              | Жан Луи Родольф Агассис           | Оригинальный текст (англ.)For his eminent researches in palaeontology and other branches of science, and particularly for his great works the Poissons Fossiles, and his Poissons du Vieux Gres Rouge dEcosse |                                   |
| 1862                              | Томас Грэм                        | Оригинальный текст (англ.)For three memoirs of the diffusion of liquids, published in the Philosophical Transactions for 1850 and 1851; for a memoir on osmotic force in the Philosophical Transactions for 1854; and particularly for a paper on liquid diffusion applied to analysis, including a distinction of compounds into colloids & crystalloids published in the Philosophical Transactions for 1861                                                               |                                   |
| 1863                              | Адам Седжвик                      | Оригинальный текст (англ.)For his original observations and discoveries in the geology of the Palaeozoic Series of rocks, and more especially for his determination of the characters of the Devonian System, by observations of the order of superposition of the Killas rocks & their fossils in Devonshire |                                   |
| 1864                              | Чарльз Дарвин                     | Оригинальный текст (англ.)For his important researches in geology, zoology, and botanical physiology |                                   |
| 1865                              | Мишель Шаль                       | Оригинальный текст (англ.)For his historical and original researches in pure geometry |                                   |
| 1866                              | Юлиус Плюккер                     | Оригинальный текст (англ.)For his researches in analytical geometry, magnetism, & spectral analysis |                                   |
| 1867                              | Карл Эрнст фон Бэр                | Оригинальный текст (англ.)For his discoveries in embryology and comparative anatomy, and for his contributions to the philosophy of zoology |                                   |
| 1868                              | Чарльз Уитстон                    | Оригинальный текст (англ.)For his researches in acoustics, optics, electricity and magnetism |                                   |
| 1869                              | Анри Виктор Реньо                 | Оригинальный текст (англ.)For the second volume of his Relation des Experiences pour determiner les lois et les donnees physiques necessaries au calcul des machines a feu, including his elaborate investigations on the specific heat of gases and vapours, and various papers on the elastic force of vapours |                                   |
| 1870                              | Джеймс Прескотт Джоуль            | Оригинальный текст (англ.)For his experimental researches on the dynamical theory of heat |                                   |
| 1871                              | Юлиус Роберт Майер                | Оригинальный текст (англ.)For his researches on the mechanics of heat; including essays on: — 1. The force of inorganic nature. 2. Organic motion in connection with nutrition. 3. Fever. 4. Celestial dynamics. 5. The mechanical equivalent of heat |                                   |
| 1872                              | Фридрих Вёлер                     | Оригинальный текст (англ.)For his numerous contributions to the science of chemistry, and more especially for his researches on the products of the decomposition of cyanogens by ammonia; on the derivatives of uric acid; on the benzoyl series; on boron, silicon, & their compounds; and on meteoric stones |                                   |
| 1873                              | Герман Гельмгольц                 | Оригинальный текст (англ.)For his researches in physics and physiology |                                   |
| 1874                              | Луи Пастер                        | Оригинальный текст (англ.)For his researches on fermentation and on pelerine |                                   |
| 1875                              | Август Вильгельм Гофман           | Оригинальный текст (англ.)For his numerous contributions to the science of chemistry, and especially for his researches on the derivatives of ammonia |                                   |
| 1876                              | Клод Бернар                       | Оригинальный текст (англ.)For his numerous contributions to the science of physiology |                                   |
| 1877                              | Джеймс Дуайт Дана                 | Оригинальный текст (англ.)For his biological, geological, and mineralogical investigations, carried on through half a century, and for the valuable works in which his conclusions and discoveries have been published |                                   |
| 1878                              | Жан Батист Буссенго               | Оригинальный текст (англ.)For his long-continued and important researches and discoveries in agricultural chemistry |                                   |
| 1879                              | Рудольф Юлиус Эммануэль Клаузиус  | Оригинальный текст (англ.)For his well-known researches upon heat |                                   |
| 1880                              | Джеймс Джозеф Сильвестр           | Оригинальный текст (англ.)For his long continued investigations & discoveries in mathematics |                                   |
| 1881                              | Шарль Адольф Вюрц                 | Оригинальный текст (англ.)For his discovery of the organic ammonias, the glycols, and other investigations which have exercised considerable influence on the progress of chemistry |                                   |
| 1882                              | Артур Кэли                        | Оригинальный текст (англ.)For his numerous profound and comprehensive researches in pure mathematics |                                   |
| 1883                              | Уильям Томсон (лорд Кельвин)      | Оригинальный текст (англ.)For (1) his discovery of the law of the universal dissipation of energy; (2) his researches and eminent services in physics, both experimental & mathematical, especially in the theory of electricity and thermodynamics |                                   |
| 1884                              | Карл Фридрих Вильгельм Людвиг     | Оригинальный текст (англ.)For his investigations in physiology, and the great services which he has rendered to physiological science |                                   |
| 1885                              | Фридрих Август Кекуле             | Оригинальный текст (англ.)For his researches in organic chemistry |                                   |
| 1886:                             | Франц Эрнст Нейман                | Оригинальный текст (англ.)For his researches in theoretical optics and electro-dynamics |                                   |
| 1887                              | Джозеф Долтон Гукер               | Оригинальный текст (англ.)For his services to botanical science as an investigator, author, and traveller |                                   |
| 1888                              | Томас Генри Хаксли                | Оригинальный текст (англ.)For his investigations on the morphology and histology of vertebrate and invertebrate animals, and for his services to biological science in general during many past years |                                   |
| 1889                              | Джордж Сальмон                    | Оригинальный текст (англ.)For his various papers on subjects of pure mathematics, and for the valuable mathematical treatises of which he is the author |                                   |
| 1890                              | Саймон Ньюком                     | Оригинальный текст (англ.)For his contributions to the progress of gravitational astronomy |                                   |
| 1891                              | Станислао Канниццаро              | Оригинальный текст (англ.)For his contributions to chemical philosophy especially for his application of Avogadros theory |                                   |
| 1892                              | Рудольф Вирхов                    | Оригинальный текст (англ.)For his investigations in pathology, pathological anatomy, and prehistoric archaeology |                                   |
| 1893                              | Джордж Габриель Стокс             | Оригинальный текст (англ.)For his researches and discoveries in physical science |                                   |
| 1894                              | Эдуард Франкленд                  | Оригинальный текст (англ.)For his eminent services to theoretical & applied chemistry |                                   |
| 1895                              | Карл Вейерштрасс                  | Оригинальный текст (англ.)For his investigations in pure mathematics |                                   |
| 1896                              | Карл Гегенбаур                    | Оригинальный текст (англ.)For his life-long researches in comparative anatomy in all branches of the animal kingdom. etc., etc |                                   |
| 1897                              | Альберт Кёлликер                  | Оригинальный текст (англ.)In recognition of his important work in embryology, comparative anatomy, and physiology, and especially for his eminence as a histologist |                                   |
| 1898                              | Уильям Хаггинс                    | Оригинальный текст (англ.)For his researches in spectrum analysis applied to the heavenly bodies |                                   |
| 1899                              | Джон Уильям Стретт (лорд Рэлей)   | Оригинальный текст (англ.)In recognition of his contributions to physical science |                                   |
| 1900                              | Марселен Бертло                   | Оригинальный текст (англ.)For his brilliant services to chemical science |                                   |

### XX век
| Список награждённых медалью Копли | Список награждённых медалью Копли | Список награждённых медалью Копли | Список награждённых медалью Копли |
| Год                               | Лауреат                           | Обоснование награды |                                   |
| --------------------------------- | --------------------------------- | --- | --------------------------------- |
| 1901                              | Джозайя Уиллард Гиббс             | За вклад в математическую физику.Оригинальный текст (англ.)For his contributions to mathematical physics |                                   |
| 1902                              | Джозеф Листер                     | В знак признания ценности его физиологических и патологических исследований с точки зрения их влияния на современную хирургическую практику.Оригинальный текст (англ.)In recognition of the value of his physiological and pathological researches in regard to their influence on the modern practice of surgery |                                   |
| 1903                              | Эдуард Зюсс                       | За выдающиеся геологические услуги и особенно за оригинальные исследования и выводы, опубликованные в его великой работе «Das Antlitz der Erde» («Лик Земли»).Оригинальный текст (англ.)For his eminent geological services, & especially for the original researches & conclusions published in his great work 'Das Antlitz der Erde' |                                   |
| 1904                              | Уильям Крукс                      | За его длительные исследования в области спектроскопической химии, электрических и механических явлений в сильно разреженных газах, радиоактивных явлений и в других областях.Оригинальный текст (англ.)For his long-continued researches in spectroscopic chemistry, on electrical & mechanical phenomena in highly-rarefied gases, on radio-active phenomena, and other subjects |                                   |
| 1905                              | Дмитрий Иванович Менделеев        | За его вклад в химическую и физическую науку. Оригинальный текст (англ.)For his contributions to chemical and physical science |                                   |
| 1906                              | Илья Ильич Мечников               | На основании важности его работ в зоологии и патологии.Оригинальный текст (англ.)On the ground of the importance of his work in zoology and in pathology |                                   |
| 1907                              | Альберт Абрахам Майкельсон        | На основании исследований в оптике.Оригинальный текст (англ.)On the ground of his investigations in optics |                                   |
| 1908                              | Альфред Рассел Уоллес             | На основании огромной ценности его многочисленных вкладов в естествознание и той роли, которую он сыграл в разработке теории происхождения видов путем естественного отбора.Оригинальный текст (англ.)On the ground of the great value of his numerous contributions to natural history, and of the part he took in working out the theory of the origin of species by natural selection |                                   |
| 1909                              | Джордж Уильям Хилл                | На основе его исследований в математической астрономии.Оригинальный текст (англ.)On the ground of his researches in mathematical astronomy |                                   |
| 1910                              | Фрэнсис Гальтон                   | На основании его исследований наследственности.Оригинальный текст (англ.)On the ground of his researches in heredity |                                   |
| 1911                              | Джордж Говард Дарвин              | Оригинальный текст (англ.)On the ground of his researches on tidal theory, the figures of the planets, and allied subjects |                                   |
| 1912                              | Феликс Клейн                      | На основе его исследований в области математики.Оригинальный текст (англ.)On the ground of his researches in mathematics |                                   |
| 1913                              | Эдвин Рей Ланкестер               | На основании высокой научной ценности проводимых им исследований в области зоологии.Оригинальный текст (англ.)On the ground of the high scientific value of the researches in zoology carried out by him |                                   |
| 1914                              | Джозеф Джон Томсон                | На основе его открытий в физической науке.Оригинальный текст (англ.)On the ground of his discoveries in physical science |                                   |
| 1915                              | Иван Петрович Павлов              | На основании своих исследований в области физиологии пищеварения и высших центров нервной системы.Оригинальный текст (англ.)On the ground of his investigations in the physiology of digestion and of the higher centres of the nervous system |                                   |
| 1916                              | Джеймс Дьюар                      | За важные исследования в области физической химии, особенно за исследования по сжижению газов.Оригинальный текст (англ.)For his important investigations in physical chemistry, more especially his researches on the liquefaction of gases |                                   |
| 1917                              | Пьер Поль Эмиль Ру                | На основании его выдающихся достижений в качестве бактериолога и новатора в сывороточной терапии.Оригинальный текст (англ.)On the ground of his eminence as a bacteriologist, and as a pioneer in serum therapy |                                   |
| 1918                              | Хендрик Антон Лоренц              | На основе его выдающихся исследований в области математической физики.Оригинальный текст (англ.)On the ground of his distinguished researches in mathematical physics |                                   |
| 1919                              | Уильям Мэддок Бейлисс             | На основании исследований в области общей физиологии и биофизики.Оригинальный текст (англ.)On the ground of his researches in general physiology & biophysics |                                   |
| 1920                              | Хорас Тэбберер Браун              | На основании его работ по химии углеводов.Оригинальный текст (англ.)On the ground of his work on the chemistry of carbohydrates, &c |                                   |
| 1921                              | Джозеф Лармор                     | За исследования в области математической физики.Оригинальный текст (англ.)For his researches in mathematical physics |                                   |
| 1922                              | Эрнест Резерфорд                  | За исследования в области радиоактивности и строения атома.Оригинальный текст (англ.)For his researches in radio activity & atomic structure |                                   |
| 1923                              | Гораций Лэмб                      | За исследования в области математической физики.Оригинальный текст (англ.)For his researches in mathematical physics |                                   |
| 1924                              | Эдвард Альберт Шарпи-Шейфер       | За ценную работу, проделанную им в области физиологии и гистологии, а также за позицию, которую он сейчас занимает как лидер в этих науках.Оригинальный текст (англ.)For the valuable work he has done in physiology and histology and the position he now occupies as a leader in these sciences |                                   |
| 1925                              | Альберт Эйнштейн                  | За теорию относительности и вклад в квантовую теорию.Оригинальный текст (англ.)For his theory of relativity and his contributions to the quantum theory |                                   |
| 1926                              | Фредерик Гоуленд Хопкинс          | За выдающуюся и плодотворную работу в области биохимии.Оригинальный текст (англ.)For his distinguished and fruitful work in biochemistry |                                   |
| 1927                              | Чарльз Скотт Шеррингтон           | За выдающиеся работы по неврологии.Оригинальный текст (англ.)For his distinguished work on neurology |                                   |
| 1928                              | Чарлз Алджернон Парсонс           | За вклад в инженерные науки.Оригинальный текст (англ.)For his contributions to engineering science |                                   |
| 1929                              | Макс Планк                        | За его вклад в теоретическую физику и особенно за создание квантовой теории.Оригинальный текст (англ.)For his contributions to theoretical physics and especially as the originator of the quantum theory |                                   |
| 1930                              | Уильям Генри Брэгг                | За выдающийся вклад в кристаллографию и радиоактивность.Оригинальный текст (англ.)For his distinguished contributions to crystallography and radioactivity |                                   |
| 1931                              | Шустер, Артур                     | За выдающиеся исследования в области оптики и земного магнетизма.Оригинальный текст (англ.)For his distinguished researches in optics and terrestrial magnetism |                                   |
| 1932                              | Джордж Эллери Хейл                | За выдающуюся работу по солнечным магнитным явлениям и выдающуюся роль научного инженера, особенно в связи с обсерваторией Маунт-Вильсон.Оригинальный текст (англ.)For his distinguished work on the solar magnetic phenomena and for his eminence as a scientific engineer, especially in connexion with Mount Wilson Observatory |                                   |
| 1933                              | Теобальд Смит                     | За оригинальные исследования и наблюдения за болезнями животных и человека.Оригинальный текст (англ.)For his original research and observation on diseases of animals and man |                                   |
| 1934                              | Джон Скотт Холдейн                | В знак признания его открытий в области физиологии человека и их применения в медицине, горном деле, дайвинге и инженерии.Оригинальный текст (англ.)In recognition of his discoveries in human physiology and of their application to medicine, mining, diving and engineering |                                   |
| 1935                              | Чарлз Томсон Рис Вильсон          | За его работу по использованию облаков в расширении наших знаний об атомах и их свойствах.Оригинальный текст (англ.)For his work on the use of clouds in advancing our knowledge of atoms and their properties |                                   |
| 1936                              | Артур Эванс                       | В знак признания его новаторской работы на Крите, особенно его вклада в историю минойской цивилизации.Оригинальный текст (англ.)In recognition of his pioneer work in Crete, particularly his contributions to the history and civilization of its Minoan age |                                   |
| 1937                              | Генри Дейл                        | В знак признания его важного вклада в физиологию и фармакологию, особенно в отношении нервной и нервно-мышечной систем.Оригинальный текст (англ.)In recognition of his important contributions to physiology and pharmacology, particularly in relation to the nervous and neuro-muscular systems |                                   |
| 1938                              | Нильс Бор                         | В знак признания его выдающейся работы в развитии квантовой теории строения атома.Оригинальный текст (англ.)In recognition of his distinguished work in the development of the quantum theory of atomic structure |                                   |
| 1939                              | Томас Хант Морган                 | За создание современной генетики, которая произвела революцию в нашем понимании не только наследственности, но и механизма и природы эволюции.Оригинальный текст (англ.)For his establishment of the modern science of genetics which had revolutionized our understanding, not only of heredity, but of the mechanism and nature of evolution |                                   |
| 1940                              | Поль Ланжевен                     | За его новаторскую работу по электронной теории магнетизма, его фундаментальный вклад в разрядку электричества в газах и его важную работу во многих областях теоретической физики.Оригинальный текст (англ.)For his pioneer work on the electron theory of magnetism, his fundamental contributions to discharge of electricity in gases, and his important work in many branches of theoretical physics |                                   |
| 1941                              | Томас Льюис                       | «За клинические и экспериментальные исследования сердца млекопитающих» |                                   |
| 1942                              | Роберт Робинсон                   | За выдающуюся оригинальность и блестящую исследовательскую работу, оказавшую влияние на всю область органической химии.Оригинальный текст (англ.)For his research work of outstanding originality and brilliance which has influenced the whole field of organic chemistry |                                   |
| 1943                              | Джозеф Баркрофт                   | За выдающиеся работы в области дыхания и респираторной функции крови.Оригинальный текст (англ.)For his distinguished work on respiration and the respiratory function of the blood |                                   |
| 1944                              | Джефри Инграм Тейлор              | За его большой вклад в аэродинамику, гидродинамику и структуру металлов, которые оказали глубокое влияние на развитие физической науки и ее приложений.Оригинальный текст (англ.)For his many contributions to aerodynamics, hydrodynamics, and the structure of metals, which have had a profound influence on the advance of physical science and its applications |                                   |
| 1945                              | Освальд Эвери                     | За успехи во внедрении химических методов исследования иммунитета против инфекционных заболеваний.Оригинальный текст (англ.)For his success in introducing chemical methods in the study of immunity against infective diseases |                                   |
| 1946                              | Эдгар Дуглас Эдриан               | За выдающиеся исследования фундаментальной природы нервной деятельности, а в последнее время и локализации некоторых нервных функций.Оригинальный текст (англ.)For his distinguished researches on the fundamental nature of nervous activity, and recently on the localization of certain nervous functions |                                   |
| 1947                              | Годфри Харолд Харди               | За выдающуюся роль в развитии математического анализа в Англии в течение последних тридцати лет. Оригинальный текст (англ.)For his distinguished part in the development of mathematical analysis in England during the last thirty years |                                   |
| 1948                              | Арчибалд Хилл                     | Оригинальный текст (англ.)For his distinguished researches on myothermal problems and on biophysical phenomena in nerve and other tissues |                                   |
| 1949                              | Дьёрдь де Хевеши                  | За выдающуюся работу по химии радиоактивных элементов и особенно за разработку методов радиоактивных индикаторов в исследовании биологических процессов.Оригинальный текст (англ.)For his distinguished work on the chemistry of radioactive elements and especially for his development of the radioactive tracer techniques in the investigation of biological processes |                                   |
| 1950                              | Джеймс Чедвик                     | За выдающуюся работу в области ядерной физики и развития атомной энергии, особенно за открытие нейтрона.Оригинальный текст (англ.)For his outstanding work in nuclear physics and in the development of atomic energy, especially for his discovery of the neutron |                                   |
| 1951                              | Дэвид Кейлин                      | За фундаментальные исследования в области протозоологии, энтомологии и биохимии ферментов.Оригинальный текст (англ.)For his fundamental researches in the fields of protozoology, entomology and the biochemistry of enzymes |                                   |
| 1952                              | Поль Дирак                        | Оригинальный текст (англ.)In recognition of his remarkable contributions to relativistic dynamics of a particle in quantum mechanics |                                   |
| 1953                              | Альберт Ян Клёйвер                | За выдающийся фундаментальный вклад в науку микробиологии.Оригинальный текст (англ.)For his distinguished contributions of a fundamental character to the science of microbiology |                                   |
| 1954                              | Эдмунд Тейлор Уиттекер            | За выдающийся вклад как в чистую, так и в прикладную математику, а также в теоретическую физику.Оригинальный текст (англ.)For his distinguished contributions to both pure and applied mathematics and to theoretical physics |                                   |
| 1955                              | Рональд Эйлмер Фишер              | Оригинальный текст (англ.)In recognition of his numerous and distinguished contributions to developing the theory and application of statistics for making quantitative a vast field of biology |                                   |
| 1956                              | Патрик Мейнард Стюарт Блэкетт     | Оригинальный текст (англ.)In recognition of his outstanding studies of cosmic ray showers and heavy mesons and in the field of palaeomagnetism |                                   |
| 1957                              | Хоуард Уолтер Флори               | Оригинальный текст (англ.)In recognition of his distinguished contributions to experimental pathology and medicine |                                   |
| 1958                              | Джон Идензор Литлвуд              | Оригинальный текст (англ.)In recognition of his distinguished contributions to many branches of analysis, including Tauberian theory, the Riemann zeta function, and non-linear differential equations |                                   |
| 1959                              | Фрэнк Макфарлейн Бёрнет           | Оригинальный текст (англ.)In recognition of his distinguished contributions to knowledge of viruses and of immunology |                                   |
| 1960                              | Гарольд Джеффри                   | Оригинальный текст (англ.)In recognition of his distinguished work in many branches of geophysics, and also in the theory of probability and astronomy |                                   |
| 1961                              | Ханс Адольф Кребс                 | Оригинальный текст (англ.)In recognition of his distinguished contributions to biochemistry, in particular his work on the ornithine, tricarboxylic acid and glyoxylate cycles |                                   |
| 1962                              | Сирил Норман Хиншелвуд            | Оригинальный текст (англ.)In recognition of his distinguished researches in the field of chemical kinetics, including the study of biological reaction mechanisms, and of his outstanding contributions to natural philosophy |                                   |
| 1963                              | Пол Филдс                         | Оригинальный текст (англ.)In recognition of his pioneering contributions to bacteriology |                                   |
| 1964                              | Сидни Чепмен                      | Оригинальный текст (англ.)In recognition of his theoretical contributions to terrestrial and interplanetary magnetism, the ionosphere and the aurora borealis |                                   |
| 1965                              | Алан Ходжкин                      | Оригинальный текст (англ.)In recognition of his discovery of the mechanism of excitation and impulse conduction in nerve, and his outstanding leadership in the development of neurophysiology |                                   |
| 1966                              | Уильям Лоренс Брэгг               | Оригинальный текст (англ.)In recognition of his distinguished contributions to the development of methods of structural determination by X-ray diffraction |                                   |
| 1967                              | Бернард Кац                       | Оригинальный текст (англ.)In recognition of his distinguished contributions to knowledge of the fundamental processes involved in transmission across the neuromuscular junction |                                   |
| 1968                              | Тадеуш Рейхштейн                  | Оригинальный текст (англ.)In recognition of his distinguished work on the chemistry of vitamin C and his authoritative studies of the cortico-steroids |                                   |
| 1969                              | Питер Брайан Медавар              | Оригинальный текст (англ.)In recognition of his distinguished studies of tissue transplantation and immunological tolerance |                                   |
| 1970                              | Александер Роберт Тодд            | Оригинальный текст (англ.)In recognition of his outstanding contributions to both the analytical and synthetic chemistry of natural products of diverse types |                                   |
| 1971                              | Норман Пири                       | Оригинальный текст (англ.)In recognition of his distinguished contributions to biochemistry and especially for his elucidation of the nature of plant viruses |                                   |
| 1972                              | Невилл Франсис Мотт               | Оригинальный текст (англ.)In recognition of his original contributions over a long period to atomic and solid state physics |                                   |
| 1973                              | Эндрю Филдинг Хаксли              | Оригинальный текст (англ.)In recognition of his outstanding studies on the mechanisms of the nerve impulse and of activation of muscular contraction |                                   |
| 1974                              | Вильям Воланс Дуглас Ходж         | Оригинальный текст (англ.)In recognition of his pioneering work in algebraic geometry, notably in his theory of harmonic integrals |                                   |
| 1975                              | Фрэнсис Крик                      | Оригинальный текст (англ.)In recognition of his elucidation of the structure of DNA and his continuing contribution to molecular biology |                                   |
| 1976:                             | Дороти Кроуфут-Ходжкин            | Оригинальный текст (англ.)In recognition of her outstanding work on the structures of complex molecules, particularly Penicillin, vitamin B12 and insulin |                                   |
| 1977                              | Фредерик Сенгер                   | Оригинальный текст (англ.)In recognition of his distinguished work on the chemical structure of proteins and his studies on the sequences of nucleic acids |                                   |
| 1978                              | Роберт Бёрнс Вудворд              | Оригинальный текст (англ.)In recognition of his masterly contributions to the synthesis of complex natural products and his discovery of the importance of orbital symmetry |                                   |
| 1979                              | Макс Фердинанд Перуц              | Оригинальный текст (англ.)In recognition of his distinguished contributions to molecular biology through his own studies of the structure and biological activity of haemoglobin and his leadership in the development of the subject |                                   |
| 1980                              | Дерек Харолд Ричард Бартон        | Оригинальный текст (англ.)In recognition of his distinguished contributions to a wide range of problems in structural and synthetic organic chemistry and, in particular, his introduction of conformational analysis into stereochemistry |                                   |
| 1981                              | Питер Деннис Митчелл              | Оригинальный текст (англ.)In recognition of his distinguished contribution to biology in his formulation and development of the chemiosmotic theory of energy transduction |                                   |
| 1982                              | Джон Уоркап Корнфорт              | Оригинальный текст (англ.)In recognition of his distinguished research on the stereochemically-controlled synthesis and biosynthesis of biologically important molecules |                                   |
| 1983                              | Родни Портер                      | Оригинальный текст (англ.)In recognition of his elucidation of the structure of immunoglobulins and of the reactions involved in activating the complement system of proteins |                                   |
| 1984                              | Субраманьян Чандрасекар           | Оригинальный текст (англ.)In recognition of his distinguished work on theoretical physics, including stellar structure, theory of radiation, hydrodynamic stability and relativity |                                   |
| 1985                              | Аарон Клуг                        | Оригинальный текст (англ.)In recognition of his outstanding contributions to our understanding of complex biological structures and the methods used for determining them |                                   |
| 1986                              | Рудольф Эрнст Пайерлс             | Оригинальный текст (англ.)In recognition of his fundamental contributions to a very wide range of theoretical physics, and signal advances in proposing the probable existence of nuclear chain reactions in fissile materials |                                   |
| 1987                              | Робин Хилл                        | Оригинальный текст (англ.)In recognition of his pioneering contributions to the understanding of the nature and mechanism of the main pathway of electron transport in photosynthesis |                                   |
| 1988                              | Майкл Фрэнсис Атья                | Оригинальный текст (англ.)In recognition of his fundamental contributions to a wide range of topics in geometry, topology, analysis and theoretical physics |                                   |
| 1989                              | Сесар Мильштейн                   | Оригинальный текст (англ.)In recognition of his outstanding contributions to immunology, in particular to the discovery of monoclonal antibodies and to the understanding of the role of somatic mutations in the maturation of the immune response |                                   |
| 1990                              | Абдус Салам                       | Оригинальный текст (англ.)In recognition of his work on the symmetries of the laws of nature, and especially the unification of the electromagnetic and weak forces |                                   |
| 1991                              | Сидней Бреннер                    | Оригинальный текст (англ.)In recognition of his many contributions to molecular genetics and developmental biology, and his recent role in the Human Genome mapping project |                                   |
| 1992                              | Джордж Портер                     | Оригинальный текст (англ.)In recognition of his contributions to fundamental understanding of fast photochemical and photophysical processes and their role in chemistry and biology |                                   |
| 1993                              | Джеймс Уотсон                     | Оригинальный текст (англ.)In recognition of his tireless pursuit of DNA, from the elucidation of its structure to the social and medical implications of the sequencing of the human genome |                                   |
| 1994                              | Фредерик Чарльз Фрэнк             | Оригинальный текст (англ.)In recognition of his fundamental contribution to the theory of crystal morphology, in particular to the source of dislocations and their consequences in interfaces and crystal growth; to fundamental understanding of liquid crystals and the concept of disclination; and to the extension of crystallinity concepts to aperiodic crystals. He has also contributed through a variety of remarkable insights into a great number of physical problems                                                                                         |                                   |
| 1995                              | Фрэнк Феннер                      | Оригинальный текст (англ.)In recognition of his contribution to animal virology with special emphasis on the pox and myxomatosis viruses and their relationship with the host in causing disease |                                   |
| 1996                              | Алан Коттрелл                     | Оригинальный текст (англ.)In recognition of his contribution to the understanding of mechanical properties of materials and related topics through his pioneering studies on crystal plasticity, dislocation impurity interactions, fracture and irradiation effects |                                   |
| 1997                              | Хью Хаксли                        | Оригинальный текст (англ.)In recognition of his pioneering work on the structure of muscle and on the molecular mechanisms of muscle contraction, providing solutions to one of the great problems in physiology |                                   |
| 1998                              | Джеймс Лайтхилл                   | Оригинальный текст (англ.)In recognition of his profound contributions to many fields within fluid mechanics including important aspects of the interaction of sound and fluid flow and numerous other contributions which have had practical applications in aircraft engine design. He is noted also for his ground-breaking work on both external bio-fluid-dynamics — analysis of mechanisms of swimming and flying — and internal bio-fluid-dynamics, including flow in the cardiovascular system and the airways, and cochlear mechanics and other aspects of hearing |                                   |
| 1999                              | Джон Мейнард Смит                 | Оригинальный текст (англ.)In recognition of his seminal contributions to evolutionary biology, including his experimental work on sexual selection, his important contributions to our understanding of ageing, his introduction of game theoretical methods for the analysis of complex evolutionary scenarios and his research into molecular evolution, both through his classic work on genetic hitchhiking, and with his more recent, ongoing work on bacterial population growth                                                                                      |                                   |
| 2000                              | Алан Раштон Баттерсби             | Оригинальный текст (англ.)In recognition of his pioneering work in elucidating the detailed biosynthetic pathways to all the major families of plant alkaloids. His approach, which stands as a paradigm for future biosynthetic studies on complex molecules, combines isolation work, structure determination, synthesis, isotopic labelling and spectroscopy, especially advanced NMR, as well as genetics and molecular biology. This spectacular research revealed the entire pathway to vitamin B12                                                                   |                                   |

### XXI век
| Список награждённых медалью Копли | Список награждённых медалью Копли                         | Список награждённых медалью Копли | Список награждённых медалью Копли |
| Год                               | Лауреат                                                   | Обоснование награды |                                   |
| --------------------------------- | --------------------------------------------------------- | --- | --------------------------------- |
| 2001                              | Жак Миллер                                                | Оригинальный текст (англ.)For his work on the immunological function of the thymus and of T cells, which has revolutionised the science of immunology. Professor Millers work is paving the way for designing new methods to improve resistance to infections, producing new vaccines, enhancing graft survival, dealing with autoimmunity and even persuading the immune system to reject cancer cells |                                   |
| 2002                              | Джон Попл                                                 | Оригинальный текст (англ.)For his development of computational methods in quantum chemistry. His work transformed density functional theory into a powerful theoretical tool for chemistry, chemical physics and biology |                                   |
| 2003                              | Джон Гердон                                               | Оригинальный текст (англ.)For his unique range of groundbreaking discoveries in the fields of cell and developmental biology. He pioneered the concept that specialised cells are genetically equivalent and that they differ only in the genes they express not the genes they contain, a concept fundamental to modern biology |                                   |
| 2004                              | Харольд Крото                                             | Оригинальный текст (англ.)In recognition of his seminal contributions to understanding the fundamental dynamics of carbon chain molecules, leading to the detection of these species (polyynes) in the interstellar medium by radioastronomy, and thence to the genesis of a new era in carbon science |                                   |
| 2005                              | Пол Нерс                                                  | Оригинальный текст (англ.)For his contributions to cell biology in general, and to the elucidation of the control of cell division |                                   |
| 2006                              | Стивен Хокинг                                             | За выдающийся вклад в теоретическую физику и теоретическую космологию. Оригинальный текст (англ.)For his outstanding contribution to theoretical physics and theoretical cosmology |                                   |
| 2007                              | Роберт Мэй                                                | За его плодотворные исследования взаимодействий внутри и между биологическими популяциями, которые изменили наше понимание того, как виды, сообщества и целые экосистемы реагируют на естественные или антропогенные нарушения.Оригинальный текст (англ.)For his seminal studies of interactions within and among biological populations that have reshaped our understanding of how species, communities and entire ecosystems respond to natural or human created disturbance                                         |                                   |
| 2008                              | Роджер Пенроуз                                            | За прекрасное и оригинальное понимание многих областей математики и математической физики. Сэр Роджер внес выдающийся вклад в общую теорию относительности и космологию, в первую очередь своей работой по чёрным дырам и Большому взрыву.Оригинальный текст (англ.)For his beautiful and original insights into many areas of mathematics and mathematical physics. Sir Roger has made outstanding contributions to general relativity theory and cosmology, most notably for his work on black holes and the Big Bang |                                   |
| 2009                              | Мартин Эванс                                              | За основополагающую работу на эмбриональных стволовых клетках мышей, которая произвела революцию в области генетики. Оригинальный текст (англ.)For his seminal work on embryonic stem cells in mice, which revolutionised the field of genetics |                                   |
| 2010                              | Дэвид Кокс                                                | Оригинальный текст (англ.)For his seminal contributions to the theory and applications of statistics |                                   |
| 2010                              | Томас Линдаль                                             | За плодотворный вклад в понимание биохимии репарации ДНК. Оригинальный текст (англ.)For his seminal contributions to the understanding of the biochemistry of DNA repair |                                   |
| 2011                              | Дэн Маккензи                                              | Оригинальный текст (англ.)For his seminal contributions to the understanding of geological and geophysical phenomena including tectonic plates |                                   |
| 2012                              | Джон Эрнст Уокер                                          | За новаторскую работу в области биоэнергетики, открытие механизма синтеза АТФ в митохондриях.Оригинальный текст (англ.)For his ground-breaking work on bioenergetics, discovering the mechanism of ATP synthesis in the mitochondrion |                                   |
| 2013                              | Андрей Гейм                                               | За его многочисленные научные вклады и, в частности, за начало исследований двумерных атомных кристаллов и их искусственных гетероструктур. Оригинальный текст (англ.)For his numerous scientific contributions and, in particular, for initiating research on two‐dimensional atomic crystals and their artificial heterostructures |                                   |
| 2014                              | Алек Джеффрис                                             | Оригинальный текст (англ.)For his pioneering work on variation and mutation in the human genome |                                   |
| 2015                              | Питер Хиггс                                               | За фундаментальный вклад в физику элементарных частиц с его теорией, объясняющей происхождение массы элементарных частиц, подтвержденной экспериментами на Большом адронном коллайдере.Оригинальный текст (англ.)For his fundamental contribution to particle physics with his theory explaining the origin of mass in elementary particles, confirmed by the experiments at the Large Hadron Collider |                                   |
| 2016                              | Ричард Хендерсон                                          | За фундаментальный и революционный вклад в развитие электронной микроскопии биологических материалов, позволивший определить их атомную структуру. Оригинальный текст (англ.)For his fundamental and revolutionary contributions to the development of electron microscopy of biological materials, enabling their atomic structures to be deduced |                                   |
| 2017                              | Эндрю Джон Уайлс                                          | За красивое и неожиданное доказательство Великой теоремы Ферма, одного из важнейших математических достижений XX века.Оригинальный текст (англ.)For his beautiful and unexpected proof of Fermat's Last Theorem which is one of the most important mathematical achievements of the 20th century |                                   |
| 2018                              | Джеффри Айван Гордон                                      | За его вклад в понимание роли кишечных микробных сообществ для здоровья и болезней человека. Оригинальный текст (англ.)For his contributions to understanding the role of gut microbial communities to human health and disease |                                   |
| 2019                              | Джон Гуденаф                                              | В знак признания его исключительного вклада в науку и технологию материалов, включая его открытие, которое привело к созданию литиевых аккумуляторных батарей.Оригинальный текст (англ.)In recognition of his exceptional contributions to the science and technology of materials, including his discovery that led to rechargeable lithium batteries |                                   |
| 2020                              | Alan Fersht                                               | Оригинальный текст (англ.)He has developed and applied the methods of protein engineering to provide descriptions of protein folding pathways at atomic resolution, revolutionising our understanding of these processes |                                   |
| 2021                              | Джоселин Белл Бернелл                                     | За работу по открытию пульсаров, одного из крупнейших астрономических открытий 20 века.Оригинальный текст (англ.)For her work on the discovery of pulsars, one of the major astronomical discoveries of the 20th century |                                   |
| 2022                              | Команда разработчиков вакцины AstraZeneca против COVID-19 | За быструю разработку и внедрение вакцины против COVID-19.Оригинальный текст (англ.)For rapidly developing and deploying a COVID-19 vaccine |                                   |
| 2023                              | Мартин Рис                                                | За то, что он, пожалуй, самый выдающийся астрофизик-теоретик своего поколения, ответственный за многочисленные и разнообразные концептуальные прорывы, влияние которого выходит далеко за пределы специализированного академического сообщества.Оригинальный текст (англ.)For being arguably the most distinguished theoretical astrophysicist of his generation, responsible for numerous and varied conceptual breakthroughs, with influence spreading far beyond the specialist academic community                   |                                   |
| 2024                              | Грег Уинтер                                               | за новаторскую белковую инженерию, особенно инженерию антител, и за успешное производство терапевтических антител.Оригинальный текст (англ.)For pioneering protein engineering, especially antibody engineering and for the successful production of therapeutic antibodies |                                   |